# Copa Colombia
Copa Colombia (română Cupa Columbiei), cunoscută ca Copa BetPlay Dimayor din motive de sponsorizare, este competiția fotbalistică eliminatorie de cupă națională din Columbia.

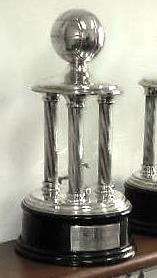
Un trofeu al turneului din anii 1950, din muzeul clubului Millonarios FC

## Lista finalelor
| Sezon   | Câștigător (trofee)        | Finalist               |
| ------- | -------------------------- | ---------------------- |
| 1950–51 | Boca Juniors (1)           | Santa Fe               |
| 1951–52 | Boca Juniors (2)           | Millonarios            |
| 1952–53 | Millonarios (1)            | Boca Juniors           |
| 1956    | Millonarios (2)            | Independiente Medellín |
| 1962–63 | Millonarios (3)            | Deportivo Cali         |
| 1981    | Independiente Medellín (1) | Deportivo Cali         |
| 1989    | Santa Fe (1)               | Unión Magdalena        |
| 2008    | La Equidad (1)             | Once Caldas            |
| 2009    | Santa Fe (2)               | Pasto                  |
| 2010    | Deportivo Cali (1)         | Itagüí                 |
| 2011    | Millonarios (4)            | Boyacá Chicó           |
| 2012    | Atlético Nacional (1)      | Pasto                  |
| 2013    | Atlético Nacional (2)      | Millonarios            |

Sursa: